# Liste der Nummer-eins-Hits in den Niederlanden (2018)
Dies ist eine Liste der Nummer-eins-Hits in den Niederlanden im Jahr 2018. Sie basiert auf den Nederlandse-Top-40-Singlecharts und den Dutch Album Top 100.

## Singles
| ← 2017 ← | Liste der Nummer-eins-Hits in den Niederlanden | Liste der Nummer-eins-Hits in den Niederlanden | Liste der Nummer-eins-Hits in den Niederlanden | 2019 →                    |
| \| Zeitraum \| Wo. ges. \| Interpret \| Titel Autor(en) \| Zusätzliche Informationen \| \| (Zeitraum, Wochen auf Platz eins, Interpret, Titel, Autor[en], zusätzliche Informationen) \| \| \| \| \| \| ----------------------------------------------------------------------------------------- \| -------- \| ------------------------ \| ------------------------------------------------------------------------------------------------------------------------------------------------------------------------------------------------------------------------------ \| ------------------------- \| \| 2. Dezember 2017 – 2. Februar 2018 9 Wochen \| 9 \| Ed Sheeran \| Perfect Ed Sheeran \| – \| \| 3. Februar 2018 – 13. April 2018 10 Wochen \| 10 \| Bløf feat. Geike Arnaert \| Zoutelande Peter Slager, Axel Bosse \| – \| \| 14. April 2018 – 27. April 2018 2 Wochen \| 2 \| Marshmello & Anne-Marie \| Friends Christopher Comstock, Anne-Marie Nicholson, Eden Anderson, Richard Boardman, Jasmine Thompson, Natalie Dunn, Sarah Blanchard, Pablo Bowman \| – \| \| 28. April 2018 – 17. August 2018 16 Wochen \| 16 \| Calvin Harris & Dua Lipa \| One Kiss Adam Wiles, Dua Lipa, Jessie Reyez \| – \| \| 18. August 2018 – 24. August 2018 1 Woche \| 1 \| Drake \| In My Feelings Aubrey Graham, Benny Workman, Darius Harrison, Caresha Brownlee, Jatavia Johnson, Stephen Garrett, James Scheffer, Rex Zamor, Dwayne Carter, Renetta Lowe-Bridgewater, Orville Hall, Phillip Price, Noah Shebib \| – \| \| 25. August 2018 – 7. September 2018 2 Wochen \| 2 \| Aya Nakamura \| Djadja Aya Nakamura, Le Side \| – \| \| 8. September 2018 – 21. September 2018 2 Wochen \| 2 \| George Ezra \| Shotgun George Ezra, Joel Pott, Fred Gibson \| – \| \| 22. September 2018 – 2. November 2018 6 Wochen \| 6 \| Frenna & Lil' Kleine \| Verleden tijd Joris Rasenberg, Memru Renjaan, Carlos Vrolijk, Jorik Scholten, Francis Junior Edusei \| – \| \| 3. November 2018 – 18. Januar 2019 11 Wochen \| 11 \| Davina Michelle \| Duurt te lang Glen Faria, Morien van der Tang \| – \| |                                                |                                                | |                           |
| ← 2017 |                                                |                                                | | → 2019 →                  |
| Zeitraum | Wo. ges.                                       | Interpret                                      | Titel Autor(en) | Zusätzliche Informationen |
| (Zeitraum, Wochen auf Platz eins, Interpret, Titel, Autor[en], zusätzliche Informationen) |                                                |                                                | |                           |
| 2. Dezember 2017 – 2. Februar 2018 9 Wochen | 9                                              | Ed Sheeran                                     | Perfect Ed Sheeran | –                         |
| 3. Februar 2018 – 13. April 2018 10 Wochen | 10                                             | Bløf feat. Geike Arnaert                       | Zoutelande Peter Slager, Axel Bosse | –                         |
| 14. April 2018 – 27. April 2018 2 Wochen | 2                                              | Marshmello & Anne-Marie                        | Friends Christopher Comstock, Anne-Marie Nicholson, Eden Anderson, Richard Boardman, Jasmine Thompson, Natalie Dunn, Sarah Blanchard, Pablo Bowman                                                                             | –                         |
| 28. April 2018 – 17. August 2018 16 Wochen | 16                                             | Calvin Harris & Dua Lipa                       | One Kiss Adam Wiles, Dua Lipa, Jessie Reyez | –                         |
| 18. August 2018 – 24. August 2018 1 Woche | 1                                              | Drake                                          | In My Feelings Aubrey Graham, Benny Workman, Darius Harrison, Caresha Brownlee, Jatavia Johnson, Stephen Garrett, James Scheffer, Rex Zamor, Dwayne Carter, Renetta Lowe-Bridgewater, Orville Hall, Phillip Price, Noah Shebib | –                         |
| 25. August 2018 – 7. September 2018 2 Wochen | 2                                              | Aya Nakamura                                   | Djadja Aya Nakamura, Le Side | –                         |
| 8. September 2018 – 21. September 2018 2 Wochen | 2                                              | George Ezra                                    | Shotgun George Ezra, Joel Pott, Fred Gibson | –                         |
| 22. September 2018 – 2. November 2018 6 Wochen | 6                                              | Frenna & Lil' Kleine                           | Verleden tijd Joris Rasenberg, Memru Renjaan, Carlos Vrolijk, Jorik Scholten, Francis Junior Edusei | –                         |
| 3. November 2018 – 18. Januar 2019 11 Wochen | 11                                             | Davina Michelle                                | Duurt te lang Glen Faria, Morien van der Tang | –                         |

## Alben
| ← 2017 ← | Liste der Nummer-eins-Hits in den Niederlanden | Liste der Nummer-eins-Hits in den Niederlanden | Liste der Nummer-eins-Hits in den Niederlanden | 2019 →                    |
| \| Zeitraum \| Wo. ges. \| Interpret \| Titel \| Zusätzliche Informationen \| \| (Zeitraum, Wochen auf Platz eins, Interpret, Titel, zusätzliche Informationen) \| \| \| \| \| \| ------------------------------------------------------------------------------ \| -------- \| ------------------------- \| ------------------------------- \| ------------------------- \| \| 30. Dezember 2017 – 19. Januar 2018 3 Wochen (insgesamt 8) \| 8 \| Ed Sheeran \| ÷ \| – \| \| 20. Januar 2017 – 26. Januar 2018 1 Woche \| 1 \| Camila Cabello \| Camila \| – \| \| 27. Januar 2018 – 2. Februar 2018 1 Woche (insgesamt 8) \| 8 \| Ed Sheeran \| ÷ \| – \| \| 3. Februar 2018 – 9. Februar 2018 1 Woche \| 1 \| Beth Hart & Joe Bonamassa \| Black Coffee \| – \| \| 10. Februar 2018 – 16. Februar 2018 1 Woche \| 1 \| Justin Timberlake \| Man of the Woods \| – \| \| 17. Februar 2018 – 23. Februar 2018 1 Woche \| 1 \| Jacin Trill & Bokoesam \| Zo vader, zo zoon \| – \| \| 24. Februar 2018 – 2. März 2018 1 Woche \| 1 \| Bizzey \| November \| – \| \| 3. März 2018 – 30. März 2018 4 Wochen \| 4 \| Josylvio \| Hella Cash \| – \| \| 31. März 2018 – 6. April 2018 1 Woche \| 1 \| Ronnie Flex \| Nori \| – \| \| 7. April 2018 – 20. April 2018 2 Wochen \| 2 \| Kevin \| Lente \| – \| \| 21. April 2018 – 27. April 2018 1 Woche \| 1 \| Waylon \| The World Can Wait \| – \| \| 28. April 2018 – 4. Mai 2018 1 Woche \| 1 \| Esko \| Beats by Esko \| – \| \| 5. Mai 2018 – 11. Mai 2018 1 Woche \| 1 \| Post Malone \| Beerbongs & Bentleys \| – \| \| 12. Mai 2018 – 18. Mai 2018 1 Woche \| 1 \| SFB \| Reset the Levels III \| – \| \| 19. Mai 2018 – 25. Mai 2018 1 Woche \| 1 \| Arctic Monkeys \| Tranquility Hotel Base & Casino \| – \| \| 26. Mai 2018 – 1. Juni 2018 1 Woche \| 1 \| Guus Meeuwis \| Geluk \| – \| \| 2. Juni 2018 – 22. Juni 2018 3 Wochen \| 3 \| Shawn Mendes \| Shawn Mendes \| – \| \| 23. Juni 2018 – 29. Juni 2018 1 Woche \| 1 \| XXXTentacion \| ? \| – \| \| 30. Juni 2018 – 6. Juli 2018 1 Woche \| 1 \| SBMG \| Metro 53 \| – \| \| 7. Juli 2018 – 27. Juli 2018 3 Wochen \| 3 \| Drake \| Scorpion \| – \| \| 28. Juli 2018 – 24. August 2018 4 Wochen (insgesamt 5) \| 5 \| Broederliefde \| We moeten door 2 \| – \| \| 25. August 2018 – 31. August 2018 1 Woche \| 1 \| Ariana Grande \| Sweetener \| – \| \| 1. September 2018 – 7. September 2018 1 Woche (insgesamt 5) \| 5 \| Broederliefde \| We moeten door 2 \| – \| \| 8. September 2018 – 28. September 2018 3 Wochen \| 3 \| Eminem \| Kamikaze \| – \| \| 29. September 2018 – 5. Oktober 2018 1 Woche \| 1 \| Jan Smit \| Met andere woorden \| – \| \| 6. Oktober 2018 – 12. Oktober 2018 1 Woche \| 1 \| André Hazes Jr. \| Anders \| – \| \| 13. Oktober 2018 – 19. Oktober 2018 1 Woche \| 1 \| Twenty One Pilots \| Trench \| – \| \| 20. Oktober 2018 – 26. Oktober 2018 1 Woche \| 1 \| Anouk \| Wen d’r maar aan \| – \| \| 27. Oktober 2018 – 9. November 2018 2 Wochen \| 2 \| Lijpe \| Andere leven \| – \| \| 10. November 2018 – 16. November 2018 1 Woche \| 1 \| Jonna Fraser \| Lion \| – \| \| 17. November 2018 – 23. November 2018 1 Woche \| 1 \| Muse \| Simulation Theory \| – \| \| 24. November 2018 – 30. November 2018 1 Woche \| 1 \| Mumford & Sons \| Delta \| – \| \| 1. Dezember 2018 – 28. Dezember 2018 4 Wochen (insgesamt 11) \| 11 \| Frenna \| Francis \| – \| \| 29. Dezember 2018 – 1. Februar 2019 5 Wochen \| 5 \| Boef \| 93 \| – \| |                                                |                                                |                                                |                           |
| ← 2017 |                                                |                                                |                                                | → 2019 →                  |
| Zeitraum | Wo. ges.                                       | Interpret                                      | Titel                                          | Zusätzliche Informationen |
| (Zeitraum, Wochen auf Platz eins, Interpret, Titel, zusätzliche Informationen) |                                                |                                                |                                                |                           |
| 30. Dezember 2017 – 19. Januar 2018 3 Wochen (insgesamt 8) | 8                                              | Ed Sheeran                                     | ÷                                              | –                         |
| 20. Januar 2017 – 26. Januar 2018 1 Woche | 1                                              | Camila Cabello                                 | Camila                                         | –                         |
| 27. Januar 2018 – 2. Februar 2018 1 Woche (insgesamt 8) | 8                                              | Ed Sheeran                                     | ÷                                              | –                         |
| 3. Februar 2018 – 9. Februar 2018 1 Woche | 1                                              | Beth Hart & Joe Bonamassa                      | Black Coffee                                   | –                         |
| 10. Februar 2018 – 16. Februar 2018 1 Woche | 1                                              | Justin Timberlake                              | Man of the Woods                               | –                         |
| 17. Februar 2018 – 23. Februar 2018 1 Woche | 1                                              | Jacin Trill & Bokoesam                         | Zo vader, zo zoon                              | –                         |
| 24. Februar 2018 – 2. März 2018 1 Woche | 1                                              | Bizzey                                         | November                                       | –                         |
| 3. März 2018 – 30. März 2018 4 Wochen | 4                                              | Josylvio                                       | Hella Cash                                     | –                         |
| 31. März 2018 – 6. April 2018 1 Woche | 1                                              | Ronnie Flex                                    | Nori                                           | –                         |
| 7. April 2018 – 20. April 2018 2 Wochen | 2                                              | Kevin                                          | Lente                                          | –                         |
| 21. April 2018 – 27. April 2018 1 Woche | 1                                              | Waylon                                         | The World Can Wait                             | –                         |
| 28. April 2018 – 4. Mai 2018 1 Woche | 1                                              | Esko                                           | Beats by Esko                                  | –                         |
| 5. Mai 2018 – 11. Mai 2018 1 Woche | 1                                              | Post Malone                                    | Beerbongs & Bentleys                           | –                         |
| 12. Mai 2018 – 18. Mai 2018 1 Woche | 1                                              | SFB                                            | Reset the Levels III                           | –                         |
| 19. Mai 2018 – 25. Mai 2018 1 Woche | 1                                              | Arctic Monkeys                                 | Tranquility Hotel Base & Casino                | –                         |
| 26. Mai 2018 – 1. Juni 2018 1 Woche | 1                                              | Guus Meeuwis                                   | Geluk                                          | –                         |
| 2. Juni 2018 – 22. Juni 2018 3 Wochen | 3                                              | Shawn Mendes                                   | Shawn Mendes                                   | –                         |
| 23. Juni 2018 – 29. Juni 2018 1 Woche | 1                                              | XXXTentacion                                   | ?                                              | –                         |
| 30. Juni 2018 – 6. Juli 2018 1 Woche | 1                                              | SBMG                                           | Metro 53                                       | –                         |
| 7. Juli 2018 – 27. Juli 2018 3 Wochen | 3                                              | Drake                                          | Scorpion                                       | –                         |
| 28. Juli 2018 – 24. August 2018 4 Wochen (insgesamt 5) | 5                                              | Broederliefde                                  | We moeten door 2                               | –                         |
| 25. August 2018 – 31. August 2018 1 Woche | 1                                              | Ariana Grande                                  | Sweetener                                      | –                         |
| 1. September 2018 – 7. September 2018 1 Woche (insgesamt 5) | 5                                              | Broederliefde                                  | We moeten door 2                               | –                         |
| 8. September 2018 – 28. September 2018 3 Wochen | 3                                              | Eminem                                         | Kamikaze                                       | –                         |
| 29. September 2018 – 5. Oktober 2018 1 Woche | 1                                              | Jan Smit                                       | Met andere woorden                             | –                         |
| 6. Oktober 2018 – 12. Oktober 2018 1 Woche | 1                                              | André Hazes Jr.                                | Anders                                         | –                         |
| 13. Oktober 2018 – 19. Oktober 2018 1 Woche | 1                                              | Twenty One Pilots                              | Trench                                         | –                         |
| 20. Oktober 2018 – 26. Oktober 2018 1 Woche | 1                                              | Anouk                                          | Wen d’r maar aan                               | –                         |
| 27. Oktober 2018 – 9. November 2018 2 Wochen | 2                                              | Lijpe                                          | Andere leven                                   | –                         |
| 10. November 2018 – 16. November 2018 1 Woche | 1                                              | Jonna Fraser                                   | Lion                                           | –                         |
| 17. November 2018 – 23. November 2018 1 Woche | 1                                              | Muse                                           | Simulation Theory                              | –                         |
| 24. November 2018 – 30. November 2018 1 Woche | 1                                              | Mumford & Sons                                 | Delta                                          | –                         |
| 1. Dezember 2018 – 28. Dezember 2018 4 Wochen (insgesamt 11) | 11                                             | Frenna                                         | Francis                                        | –                         |
| 29. Dezember 2018 – 1. Februar 2019 5 Wochen | 5                                              | Boef                                           | 93                                             | –                         |

## Jahreshitparaden
| ← 2017 ← | Liste der Nummer-eins-Hits in den Niederlanden | Liste der Nummer-eins-Hits in den Niederlanden | Liste der Nummer-eins-Hits in den Niederlanden | 2019 →   |
| \| Singles \| Position# \| Alben \| \| ------------------------------------------------------------------------------------------------------------------------ \| --------- \| -------------------------------------- \| \| One Kiss Calvin Harris & Dua Lipa Adam Wiles, Dua Lipa, Jessie Reyez \| 1 \| Hella Cash Josylvio \| \| Verleden tijd Frenna & Lil' Kleine Joris Rasenberg, Memru Renjaan, Carlos Vrolijk, Jorik Scholten, Francis Junior Edusei \| 2 \| ÷ Ed Sheeran \| \| Zoutelande Bløf feat. Geike Arnaert Peter Slager, Axel Bosse \| 3 \| Alleen Lil' Kleine \| \| God’s Plan Drake Aubrey Graham, Ronald LaTour, Daveon Jackson, Matthew Samuels, Noah Shebib \| 4 \| We moeten door 2 Broederliefde \| \| Djadja Aya Nakamura , Le Side \| 5 \| Beerbongs & Bentleys Post Malone \| \| Perfect Ed Sheeran \| 6 \| Scorpion Drake \| \| Catch Up Josylvio Felix Laman, Joost Theo Sylvio Yussef Dowib \| 7 \| Francis Frenna \| \| Hey meisje Esko, Josylvio & Hansie Joost Theo Sylvio Yussef Abdelgalil, Dowib, Stacey Walroud, Navarre Novian Norah \| 8 \| Kom erbij! – 39 Kinderen voor Kinderen \| \| Drama Bizzey & Boef Leo Roelandschap, Felix Laman, Sofiane Boussaadia \| 9 \| Shawn Mendes \| \| Duurt te lang Davina Michelle Glen Faria, Morien van der Tang \| 10 \| ? XXXTentacion \| |                                                |                                                |                                                |          |
| ← 2017 |                                                |                                                |                                                | → 2019 → |
| Singles | Position#                                      | Alben                                          |                                                |          |
| One Kiss Calvin Harris & Dua Lipa Adam Wiles, Dua Lipa, Jessie Reyez | 1                                              | Hella Cash Josylvio                            |                                                |          |
| Verleden tijd Frenna & Lil' Kleine Joris Rasenberg, Memru Renjaan, Carlos Vrolijk, Jorik Scholten, Francis Junior Edusei | 2                                              | ÷ Ed Sheeran                                   |                                                |          |
| Zoutelande Bløf feat. Geike Arnaert Peter Slager, Axel Bosse | 3                                              | Alleen Lil' Kleine                             |                                                |          |
| God’s Plan Drake Aubrey Graham, Ronald LaTour, Daveon Jackson, Matthew Samuels, Noah Shebib | 4                                              | We moeten door 2 Broederliefde                 |                                                |          |
| Djadja Aya Nakamura , Le Side | 5                                              | Beerbongs & Bentleys Post Malone               |                                                |          |
| Perfect Ed Sheeran | 6                                              | Scorpion Drake                                 |                                                |          |
| Catch Up Josylvio Felix Laman, Joost Theo Sylvio Yussef Dowib | 7                                              | Francis Frenna                                 |                                                |          |
| Hey meisje Esko, Josylvio & Hansie Joost Theo Sylvio Yussef Abdelgalil, Dowib, Stacey Walroud, Navarre Novian Norah | 8                                              | Kom erbij! – 39 Kinderen voor Kinderen         |                                                |          |
| Drama Bizzey & Boef Leo Roelandschap, Felix Laman, Sofiane Boussaadia | 9                                              | Shawn Mendes                                   |                                                |          |
| Duurt te lang Davina Michelle Glen Faria, Morien van der Tang | 10                                             | ? XXXTentacion                                 |                                                |          |